# Koller-Heimalm
Die Koller-Heimalm ist eine Alm in der Marktgemeinde Bad Hofgastein im österreichischen Bundesland Salzburg.

## Lage und Charakteristik
Die Koller-Heimalm liegt auf einer Höhe von 1349 m ü. A. an den südwestlichen Berghängen des Fulsecks in der Ankogelgruppe. Sie gehört zur Ortschaft und gleichnamigen Katastralgemeinde Harbach. Das Gelände fällt Richtung Süden zum Bach Harbach ab. Nordöstlich der Koller-Heimalm erstreckt sich eine Rotwild-Ruhezone, die von 1. November bis 31. Mai nicht betreten werden darf.

## Geschichte
Im von 1823 bis 1830 erstellten Franziszeischen Kataster sind im Bereich der Alm mehrere kleine unbenannte Gebäude verzeichnet. Die Bewirtschaftung der Koller-Heimalm wurde inzwischen aufgegeben.